# 扎波羅熱冶金足球俱樂部
扎波羅熱冶金足球俱樂部（烏克蘭語：Футбо́льний клуб «Металу́рг» Запорі́жжя）是烏克蘭的一家職業足球俱樂部。主場位於扎波羅熱。球隊參加烏克蘭足球超級聯賽的賽事。

## 外部連結
- Official website
- Ukrainian Soccer team page （英文）